# کوگپلا
کوگپلا شهری در شهرستان کومبیسیری در استان بازگا در بورکینافاسوی مرکزی است و جمعیت آن ۵۲۸ نفر است.